# Emblyna formicaria
Emblyna formicaria är en spindelart som beskrevs av Léon Baert 1987. Emblyna formicaria ingår i släktet Emblyna och familjen kardarspindlar. Inga underarter finns listade i Catalogue of Life.